# Paralizie
Paralizia constă în pierderea capacității de mișcare a unui mușchi sau a unei grupe de mușchi.
Conform unui studiu realizat de  Christopher & Dana Reeve Foundation, 1 din 50 de persoane a fost diagnosticată cu paralizie.
Cuvântul paralizie vine din παράλυσις în greacă, „dezactivarea nervilor”.